# General San Martin
General San Martin – найдовший газопровід Аргентини, який з`єднує родовища на півдні країни зі столичним регіоном. 
Родовища на півдні Аргентини в середині 20 століття стали першим джерелом розвитку системи газопостачання в країні (трубопровід Комодоро-Рівадавія – Буенос-Айрес). На початку 1960-х  постало питання створення якісного нового за параметрами південного маршруту, який би надав можливість значно наростити поставки. В підсумку з`явилась система «General San Martín», споруджена кільком етапами. На першому у 1964 проклали трубопровід між Pico Truncado на півночі провінції Санта-Крус до Cerri поблизу Буенос-Айресу. В середині наступного десятиліття його продовжили далі на південь континентальної частини, а у 1978 році стала до ладу остання секція, яка починалась на острові Вогняна Земля в районі Сан-Себастіан та перетинала Магелланову протоку. 
Газогін San Martin був значно потужнішим за Комодоро-Рівадавія – Буенос-Айрес, зокрема діаметр його труб становив 750 мм проти 250-300 у попередника. При цьому довжина системи перевищувала 2000 км. На будівництві використовували метод влаштування ізоляції труб за допомогою асфальту. Через певний час погана ізоляція, особливо на самій першій ділянці, викликала необхідність зниження проектного тиску на 20% внаслідок швидкої корозії труб. Тому починаючи з 1990-х років на маршруті провадились широкомасштабні ремонтні роботи.
Стрімке зростання споживання в Аргентині призвело до газової кризи 2004 року, внаслідок якої вирішили відмовитись від експорту блакитного палива. На крайньому півдні це дозволяло вивільнити більш ніж 2 млрд.м3, що поставлялись на чилійський завод з виробництва метанолу по газопроводу Посесьон – Кабо-Негро. Для подачі додаткового ресурсу в центральні райони приступили до спорудження другої нитки в системі San Martin. Введення окремих ділянок дозволило вже у 2005 році збільшити поставки на 2,8 млн.м3 на день, з найближчим розширенням до 8 млн.м3
Всього ж роботи розтягнулись до 2010 року, коли спорудили другий підводний перехід через протоку Магеллану, який отримав персональну назву Gasoducto Transmagallanico. Цей відтинок довжиною 38 км виконали із труб діаметром 600 мм. Прокладали його на невеликій відстані від вже існуючого переходу, на глибинах біля 80 метрів, від мису Cabo Espíritu Santo на Вогняній Землі до мису Cabo Vírgenes в провінції Санта-Крус. Підготовчі земляні роботи по трасі виконало судно Prins der Nederlanden, а безпосередньо укладанням труб займалось Apollogracht. На першому етапі через протоку могло транспортуватись до 5 млн.м3 на день, з наступним збільшенням до 18 млн.м3. Це дозволяло забезпечити подачу з нових офшорних газових родовищ Каріна та Арієс, розробка яких почалась поблизу Вогняної Землі у 2005 році.
Після розширення загальна довжина системи досягла 4679 км, а для обслуговування її роботи встановлено 17 компресорних станцій. Робочий тиск – 6-7 МПа.